# Educational Community License
Pour les articles homonymes, voir ECL.
L'Educational Community License (ECL) est une licence libre et open source basée sur la Licence Apache (version 2.0) et créée en ayant à l'esprit les besoins spécifiques de la communauté universitaire.
La version 2.0 de l'ECL est sortie de la réunion du « Licensing and Policy Summit »  qui s'est tenue en octobre 2006 à Indianapolis (USA-Indiana) où les membres de la communauté universitaire se sont réunis pour répondre aux préoccupations de la diffusion des logiciels écrits dans un établissement universitaire sous une licence libre/ouverte (open source). Les membres de la réunion comprenaient des university attorneys (recteurs d'université ?), des responsables (officers) du transfert de technologie, des chefs de projet en logiciel libre/open source, et des représentants de fondations. En particulier, les représentants du Sakai (formation en ligne) et Kuali Foundation étaient présents.
L'ECL en version 2.0 a été approuvée par l'Open Source Initiative à l'été 2007, et la Free Software Foundation la liste comme étant une « licence de logiciel libre compatible avec la GPL » et qui est compatible avec la version 3 de la GNU General Public License mais pas compatible avec la GPLv2. Cela signifie qu'un développeur de logiciels peut mélanger du code d'un projet sous licence ECLv2 et un projet sous licence GPLv3, mais en raison d'incompatibilité de termes (conditions) de licence, ils ne sont pas autorisés à mélanger du code d'un projet ECLv2 et d'un projet GPLv2.
EDUCAUSE (Ref 2 ci-dessous) dit de l'ECL, « C'est essentiellement la licence Apache 2.0 avec une modification de la partie concernant le brevet pour le rendre viable pour de nombreux collèges et universités. » Les deux clauses de brevets sont reproduits ci-dessous.
La clause de brevet de la licence Apache déclare :
« 3. Grant of Patent License. Subject to the terms and conditions of this License, each Contributor hereby grants to You a perpetual, worldwide, non-exclusive, no-charge, royalty-free, irrevocable (except as stated in this section) patent license to make, have made, use, offer to sell, sell, import, and otherwise transfer the Work, where such license applies only to those patent claims licensable by such Contributor that are necessarily infringed by their Contribution(s) alone or by combination of their Contribution(s) with the Work to which such Contribution(s) was submitted. If You institute patent litigation against any entity (including a cross-claim or counterclaim in a lawsuit) alleging that the Work or a Contribution incorporated within the Work constitutes direct or contributory patent infringement, then any patent licenses granted to You under this License for that Work shall terminate as of the date such litigation is filed. »
La clause de brevet de la licence ECL déclare (ajout de l'ECL en italique) :
« 3. Grant of Patent License. Subject to the terms and conditions of this License, each Contributor hereby grants to You a perpetual, worldwide, non-exclusive, no-charge, royalty-free, irrevocable (except as stated in this section) patent license to make, have made, use, offer to sell, sell, import, and otherwise transfer the Work, where such license applies only to those patent claims licensable by such Contributor that are necessarily infringed by their Contribution(s) alone or by combination of their Contribution(s) with the Work to which such Contribution(s) was submitted. If You institute patent litigation against any entity (including a cross-claim or counterclaim in a lawsuit) alleging that the Work or a Contribution incorporated within the Work constitutes direct or contributory patent infringement, then any patent licenses granted to You under this License for that Work shall terminate as of the date such litigation is filed. Any patent license granted hereby with respect to contributions by an individual employed by an institution or organization is limited to patent claims where the individual that is the author of the Work is also the inventor of the patent claims licensed, and where the organization or institution has the right to grant such license under applicable grant and research funding agreements. No other express or implied licenses are granted. »